# Vodafone Group
Die Vodafone Group Plc ist ein international tätiges britisches Telekommunikationsunternehmen. Obwohl die Zentrale mittlerweile in London ist, befindet sich der registrierte Hauptsitz noch in Newbury.
Der Name Vodafone ist ein Akronym aus voice, data, fone und soll die Dienstleistungen des Unternehmens aufzeigen: voice and data services over mobile phones (deutsch: „Sprach- und Datendienste über Mobiltelefone“). Die Idee, phone mit f zu schreiben, stammt von der Werbeagentur Saatchi & Saatchi.
Die deutsche Vodafone GmbH ist eine Tochtergesellschaft der Vodafone Plc, der Hauptsitz befindet sich in Düsseldorf.

## Geschichte

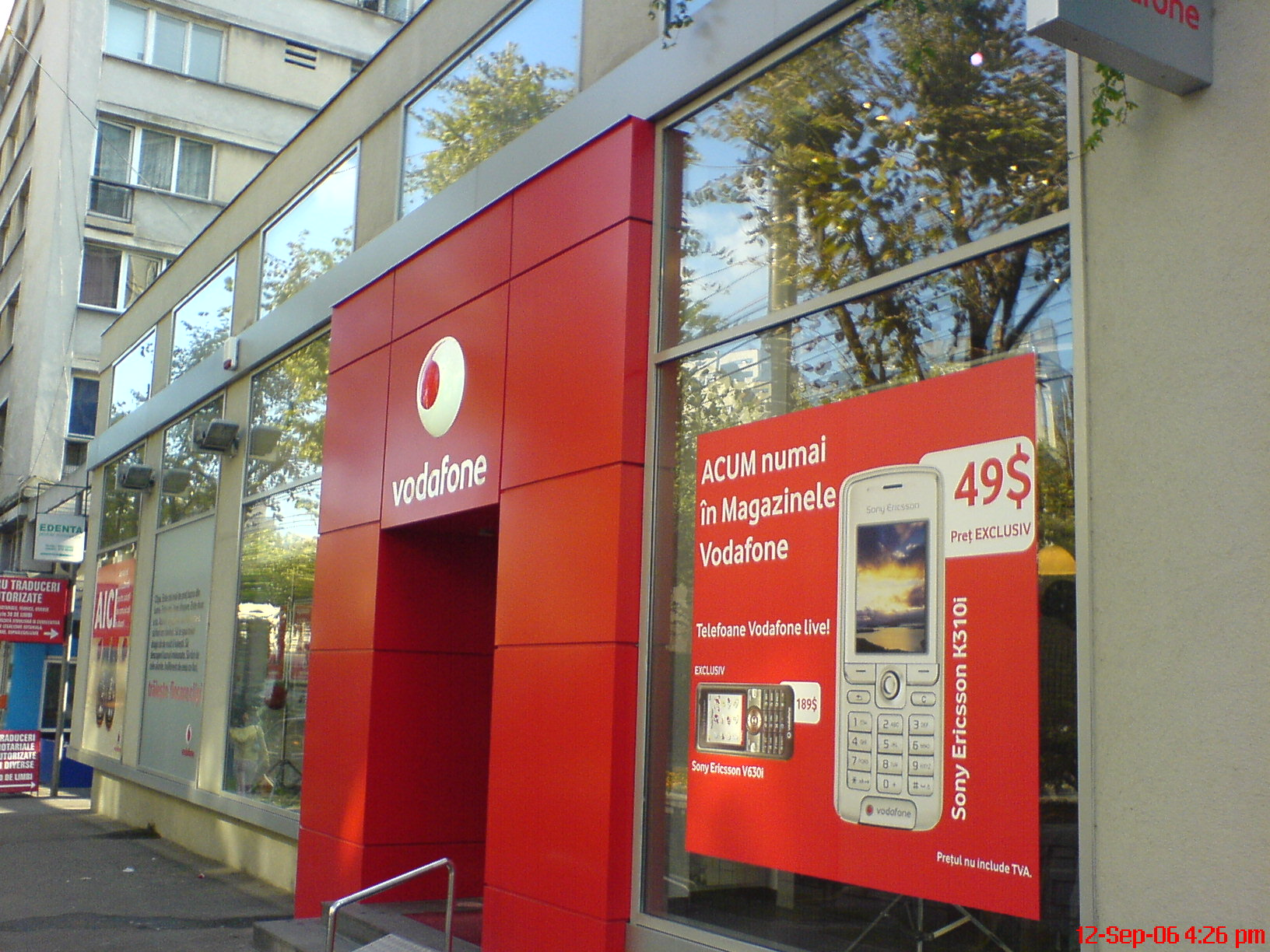
Vodafone-Filiale im rumänischen Iași

Ehemaliges Unternehmenslogo

Die britische Racal Radio Group beteiligte sich 1982 erfolgreich an einer Auktion für eine Mobilfunklizenz und startete das Netz 1985 unter dem Namen Vodafone. 1988 erfolgte der erstmalige Börsengang, es wurden 20 % der Aktien von Racals Mobilfunksparte ausgegeben. 1991 erfolgte dann die gänzliche Trennung von Racal. Erste internationale Beteiligungen wurden 1993 von Vodafone eingegangen, 1999 folgte dann unter dem 1997 angetretenen CEO Chris Gent die Übernahme der amerikanischen Airtouch unter der bisherigen Leitung von Arun Sarin, welche kurz danach in das Joint-Venture Verizon Wireless eingebracht wurde. Im Zuge der Airtouch-Übernahme gelangte Vodafone auch in den Besitz einer Minderheitsbeteiligung an der Mannesmann-Mobilfunksparte (D2), deren Muttergesellschaft 2000 schließlich gänzlich übernommen wurde. Es folgten Übernahmen in Irland, Spanien, Griechenland und weiteren Ländern.

### Mannesmann-Übernahme
Ein wichtiger Schritt war für das Unternehmen die Übernahme des deutschen Industrieriesen Mannesmann AG im Februar 2001. Der damalige CEO von Vodafone, Chris Gent, hatte erkannt, dass in dem Wachstumsmarkt Mobilfunk eine Übernahme von Mannesmann von den Kapitalmärkten honoriert werden würde. Zu diesem Zeitpunkt hatte Mannesmann zudem mit dem Erwerb der Firma Orange in Großbritannien den Heimatmarkt von Vodafone im Visier. Die Übernahme hielt über Monate die Medien und die Finanzwelt in Atem.
Wegen Prämienzahlungen im Zuge dieser Übernahme begann im Januar 2004 der Mannesmann-Prozess gegen an dem Vorgang beteiligte Personen, der im November 2006 vom Landgericht Düsseldorf gegen Geldauflagen gemäß § 153a StPO vorläufig eingestellt wurde. Die feindliche Übernahme führte zudem zu einer heftigen öffentlichen Diskussion um die Verantwortung von Unternehmern für den Wirtschaftsstandort Deutschland.

### Übernahme von Cable & Wireless
Am 23. April 2012 gab Vodafone bekannt, eine Einigung zur Übernahme des britischen Glasfasernetzbetreibers Cable & Wireless Worldwide für 1,04 Milliarden Pfund (umgerechnet etwa 1,29 Milliarden Euro) erzielt zu haben. Die Aktionäre von Cable & Wireless Worldwide stimmten am 19. Juni 2012 der Übernahme durch Vodafone zu, wonach sie pro Aktie 38 Pence erhielten.

### Verkauf der Anteile an Verizon Wireless
Am 2. September 2013 gab Vodafone den Verkauf seiner Anteile an Verizon Wireless für 130 Milliarden US-Dollar an Verizon Communications bekannt. Damit würde Vodafone sich aus dem Joint Venture Verizon Wireless, an dem es 45 Prozent hält, und aus dem US-amerikanischen Markt zurückziehen. Im Gegenzug würde Vodafone hundertprozentiger Anteilseigner an Vodafone Omnitel (Italien). Die Übernahme wurde im Frühjahr 2014 abgeschlossen und war eine der größten Transaktionen der Wirtschaftsgeschichte.

### Übernahme von Kabel Deutschland
Am 12. September 2013 teilte Vodafone mit, dass die Kabel-Deutschland-Anteile von mehr als 75 Prozent der Aktien für 10,7 Milliarden Euro aufgekauft worden seien. Im Dezember 2020 wurde bekannt, dass das Unternehmen diesen Anteil auf über 90 % erhöhen möchte. Mit diversen Anteilseignern sei man bereits handelseinig. Ziel ist es jedoch Kabel Deutschland ganz zu übernehmen.

### Übernahme von Liberty Global in Deutschland, Tschechien, Ungarn und Rumänien
Ende November 2014 wurde bekannt, dass Vodafone Group Plc. derzeit die Komplettübernahme oder die Übernahme einzelner Geschäftsbereiche von Liberty Global prüft. Am 28. September 2015 wurde gemeldet, dass die Übernahmegespräche aufgrund von unterschiedlichen Auffassungen bezüglich des Wertes der einzelnen Ländergesellschaften gescheitert sind. Am 9. Mai 2018 gab Vodafone eine Vereinbarung zur Übernahme der Aktivitäten von Liberty Global in Deutschland, Tschechien, Ungarn und Rumänien im Wert von 18,4 Milliarden Euro bekannt. Mit der Fusion von Vodafone Kabel Deutschland und Unitymedia entsteht eine Monopolstellung im deutschen Kabelfernsehnetz. Der hochprofitable Verkauf an Vodafone soll für Liberty weitgehend steuerfrei ablaufen. Die Zustimmung der EU-Kommission zur Fusion wurde am 18. Juli 2019 erteilt. Auf die EU-Genehmigung folgte am 1. August 2019 das sogenannte Closing, also der Vollzug des Kaufvertrages.

### Verkauf von Vodafone Italia und Vodafone España
Im März 2024 wurde bekannt, dass die Vodafone Group ihre Tochtergesellschaft Vodafone Italia an Swisscom verkaufen werde. Der Kauf wurde am 31. Dezember abgeschlossen.
Im Juli 2024 wurde die Tochtergesellschaft Vodafone España an Zegona Communications verkauft, welche das Namensrecht von Vodafone acht weitere Jahre benutzen darf.

## Aktie
Die Aktie von Vodafone ist an der Londoner Börse notiert. Trotz zunehmender Verschuldung des Konzerns stieg der Aktienkurs von 45 Pence im Januar 1996 bis 401,5 Pence am 10. März 2000.

## Geschäftszahlen

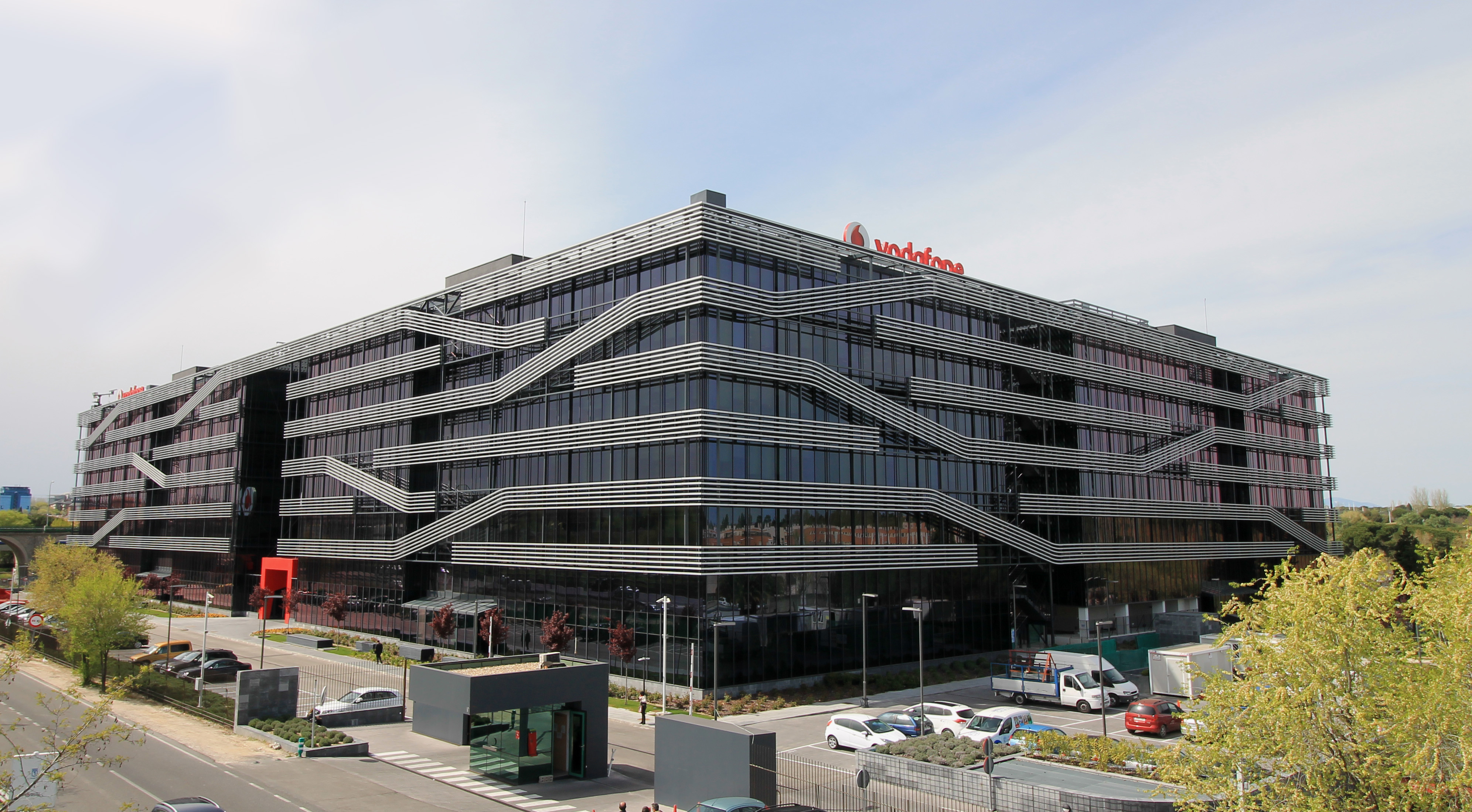
Bürogebäude im spanischen Madrid

Vodafone hat weltweit über 404 Millionen Kunden (anteilig nach Beteiligung; Stand vom 31. März 2012) und ist bezogen auf die Kundenanzahl nach China Mobile das zweitgrößte global agierende Mobilfunkunternehmen der Welt. 2010 wurde die Marke Vodafone von dem Marktforschungsinstitut Millward Brown (Kantar Group) mit 44,40 Milliarden US-Dollar bewertet und lag damit auf Platz 10 der Liste der wertvollsten Marken. Im Vergleich zum Vorjahr 2009 verlor Vodafone damit einen Wert von 9,33 Milliarden US-Dollar und damit einen Platz in dieser Liste. Nach Einschätzung des European Brand Institute ist Vodafone mit einem Markenwert von 25,14 Milliarden Euro die drittwertvollste Marke Europas.
Der Jahresumsatz lag im per 31. März 2013 zu Ende gegangenen Geschäftsjahr bei 44,4 Milliarden britische Pfund, was einer Abnahme von 4,4 % gegenüber dem Vorjahr entspricht. Weltweit beschäftigte Vodafone mit Stand vom März 2013 91.272 Mitarbeiter, davon waren 12 % in Deutschland, 6 % in Italien, 5 % in Spanien, 10 % im Vereinigten Königreich sowie 13 % in Indien beschäftigt. Innerhalb der Vodafone Group hat Indien die meisten Kunden (152 Millionen), gefolgt von den USA (99 Millionen), Südafrika (59 Millionen), Deutschland (32 Millionen), Italien (29 Millionen), Großbritannien (19 Millionen), und Spanien (14 Millionen).
Im Geschäftsjahr 2021 erzielte Vodafone einen Umsatz von 43,8 Milliarden Euro und beschäftigte weltweit 94.274 Mitarbeiter. 

## Gesamtstruktur des Unternehmens

Vodafone in Europa (Stand: 05/2009):
Vodafone selbst vertreten
Tochtergesellschaften von Vodafone vertreten
Partner von Vodafone vertreten

CEO (Eigenschreibweise: Group Chief Executive) der Vodafone Group mit Sitz in Newbury ist seit Mai 2023 Margherita Della Valle. Sie hat das Amt von Nick Read erst kommissarisch und zum Mai dauerhaft übernommen.
Gegenwärtig ist das Unternehmen weltweit in 30 Ländern vertreten und hat Kooperationen in 40 weiteren Ländern. Die Vodafone Group hat Beteiligungen an Mobilfunkbetreibern in 27 Ländern, allerdings ist sie dabei nicht in allen Ländern Europas mit eigener Marke vertreten. Direktor für die Region Europa war bis 2012 Michel Combes, der seine Karriere 1986 bei France Telecom begann. In Frankreich war Vodafone bis 2011 über eine 44-Prozent-Beteiligung an der SFR mit 19 Millionen Kunden beteiligt. Am 4. April 2011 wurde bekannt gegeben, dass dieser Anteil für 7,75 Milliarden Euro an den Mehrheitsgesellschafter Vivendi verkauft wird. 2000 wurde die griechische Mobilfunkgesellschaft Panafon übernommen. Im August 2012 trat Philipp Humm die Nachfolge Michel Combes an. Inzwischen können die Kunden über Deutschland hinaus bei 296 Netzbetreibern in 154 Ländern auf allen Kontinenten mobil telefonieren und sind dort unter ihrer Vodafone-Nummer erreichbar.
Der Betrieb von Sendeanlagen wurde 2020 in die neu gegründete Gesellschaft Vantage Towers mit Sitz in Düsseldorf ausgelagert. Das Unternehmen ist einer der größten Sendemastbetreiber Europas und war kurzzeitig an der Frankfurter Börse gelistet.

## Vodafone Foundation
Die Vodafone Group betreibt seit 1992 die Vodafone Foundation. Hierzu gehört auch die Vodafone Stiftung Deutschland, welche zusammen mit der deutschen Tochtergesellschaft getragen wird.